# Hans Rosing (filosof)
Hans Ole Eugen Rosing, född 16 juni 1944 i Vasa, död 26 augusti 2018, var en finländsk filosof.
Rosing var filosofie licentiat 1975 och verksam som lektor i vetenskapsfilosofi vid Åbo Akademi 1990–2008. Bland hans tryckta alster märks den populärt hållna läroboken Vetenskapens logiska grunder (1978, ett stort antal senare upplagor), Medvetandets filosofi (1982) och Den personliga identiteten och livets mening (1986). Han gjorde sig främst känd som en ettrig deltagare i samhällsdebatten, där han ofta försvarade udda och obekväma åsikter med rationella argument. Han promoverades till hedersdoktor vid Åbo Akademi 2011.